# 圣西尔昂布尔
圣西尔昂布尔（法語：Saint-Cyr-en-Bourg，法語發音：[sɛ̃ siʁ ɑ̃ buʁ] ⓘ）是法国曼恩-卢瓦尔省的一个旧市镇，位于该省东南部，属于索米尔区。2019年，沙塞与临近的2个市镇合并为新市镇贝勒维涅堡（Bellevigne-les-Châteaux）。

## 地理
圣西尔昂布尔（47°11'38"N, 0°3'38"W）面积8.63 平方千米，位于法国卢瓦尔河地区大区曼恩-卢瓦尔省，该省份为法国西部内陆省份，大致对应安茹地区，北起顺时针与马耶讷省、萨尔特省、安德尔-卢瓦尔省、维埃纳省、德塞夫勒省、旺代省、大西洋卢瓦尔省和伊勒-维莱讷省接壤。
与圣西尔昂布尔接壤的市镇（或旧市镇、城区）包括：布雷泽、沙塞、丰特夫罗拉拜、苏宰-尚皮尼。
圣西尔昂布尔的时区为UTC+01:00、UTC+02:00（夏令时）。

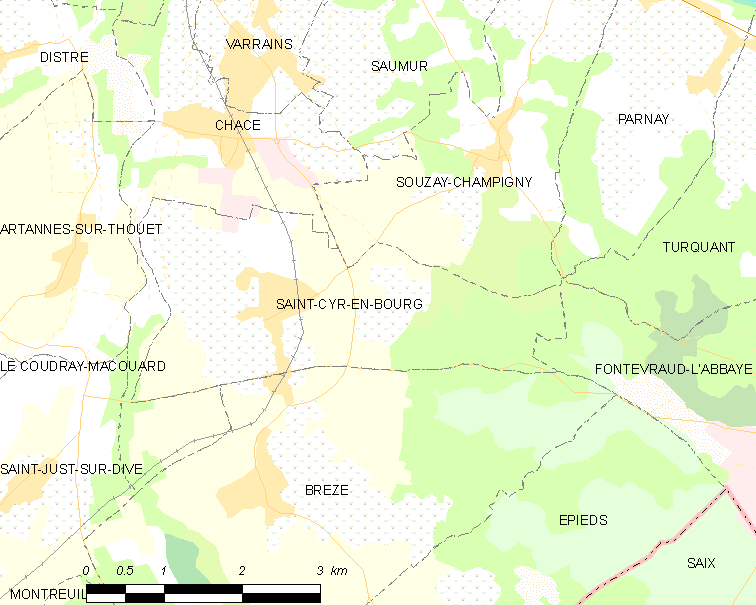
圣西尔昂布尔的OSM定位图

## 行政
圣西尔昂布尔的邮政编码为49260，INSEE市镇编码为49274。

## 政治
圣西尔昂布尔所属的省级选区为安茹地区杜埃县。

## 人口

1962-2008年间圣西尔昂布尔人口变化图示

圣西尔昂布尔于2018年1月1日时的人口数量为862人。